# 新田朋子
新田 朋子（にった ともこ）は、日本の女性漫画家。血液型はO型。東京都在住。

## 概要
主に芳文社、竹書房、双葉社などの4コマ漫画雑誌で執筆。
以降は2002年11月より、中日新聞、東京新聞、北陸中日新聞、北海道新聞、西日本新聞などのブロック紙の夕刊にて月曜日から土曜日まで4コマ漫画『ウチのげんき予報』の連載が開始され、2023年12月28日に完結するまで6209回連載を続けた。
作風としては『今日のおススめ!』や『おきらくママ』、『バラ色カンパニー』などに代表されるように一癖ある女性を主人公として、その主人公が引き起こすドタバタ劇を面白おかしく描く作品を得意としている。
4コマ掲載誌の近況でよく書かれていたり、本人のHP（現在は閉鎖）にも記述があるなど、パチンコやパチスロを趣味としており、特にパチスロに関しては長年の趣味のようである。その他に映画鑑賞の趣味ももっている。

## 作品リスト

### 連載が終了した作品リスト

#### 単行本化作品
- パチンコ千絵（白夜書房　原作：小林千絵）全1巻

1. ISBN 9784893674982（1996年6月）

- 楽天ファミリー（漫画アクションファミリー増刊クレヨンしんちゃん特集号、双葉社）全1巻

1. ISBN 9784575934656（1996年8月）

- バラ色カンパニー（まんがタイムファミリー、まんがタイム、まんがタイムオリジナル（芳文社））既刊5巻

1. ISBN 9784832260962（1997年10月）
2. ISBN 9784832261181（1998年9月）
3. ISBN 9784832261471（1999年9月）
4. ISBN 9784832261808（2000年8月）
5. ISBN 9784832262225（2001年9月）

- 今日のおススめ!（まんがライフ、まんがライフオリジナル（竹書房））既刊4巻

1. ISBN 9784812452042（1998年6月）
2. ISBN 9784812452851（1999年3月）
3. ISBN 9784812453322（1999年11月）
4. ISBN 9784812453940（2000年5月）

- 恋はスパイシー（まんがホーム（芳文社））既刊1巻[6]

1. ISBN 9784832261235（1998年12月）

- 夏色エブリでいっ!（芳文社）既刊2巻

1. ISBN 9784832261341（1999年5月）
2. ISBN 9784832262119（2001年6月）

- はっちゃけ! フクちゃん（まんがアロハ（ぶんか社）→雑誌休刊に伴いいくつかの雑誌にゲスト掲載→まんがタウン（双葉社））全1巻

1. ISBN 9784575937176（2000年10月）

- おきらくママ（1999年 - 2010年 まんがホーム（芳文社））既刊1巻

1. ISBN 9784832262454（2002年4月）

- ウチのげんき予報（2002年11月1日 - 2023年12月28日 ブロック紙3社連合の夕刊に掲載）
  - 単行本

『ウチのげんき予報 大空一家です!』（さくら舎）※巻数表記なし
  1. ISBN 9784865810844（2017年1月） : 2015年1月5日 - 同年12月28日初出分を収録

『ウチのげんき予報2 ばあちゃん! 万年ダイエッター!』（さくら舎）※上記の続巻
  1. ISBN 9784865811148（2017年8月） : 2016年1月4日 - 12月28日初出分までを収録（巻頭カラーは書き下ろし）

#### その他
- お口のさわやかエチケット-口臭予防マニュアルブック（三省堂　原作：松尾通）単巻

1. ISBN 9784385412535（旧：ISBN 4385412537、1999年8月）

#### 単行本未収録作品
- ハートのてんこもり（? - ?、まんがライフバラエティ（竹書房））
- ちょっとアンバランス（1994年 - 1996年、まんがライフ（竹書房））
- 朝焼けみあげて（1996年 - 1999年、まんがタイムスペシャル（芳文社））
- パパはナンバーワン（2003年 - 2005年、まんがタイムスペシャル（芳文社））
- 吉祥寺ビッグファットママ（? - 2006年、まんがタウン（双葉社））
- 田舎Days（? - 2009年、まんがタイムオリジナル（芳文社））
- お目覚め! メグちゃん（2005年 - 2006年、まんがライフ・まんがライフオリジナル（竹書房））
- 前略、「おによめ」殿…（2006年、本当にあったブログないしょ話（大洋図書）原作：兼業主夫）
- パチンコ素人爆勝話（2008年、パチンコランド（竹書房）））
- Oh! トラブル小町（2009年 - 2011年、まんがタイムオリジナル（芳文社））
- 今日もとにかくパチンコ日和なり♪（2013年 - 2014年、漫画パチンカー（白夜書房→ガイドワークス））
- 珠子さんちはパチンコ三昧（2015年4月号 - ?、漫画パチンカー（ガイドワークス））